# Pornografía infantil

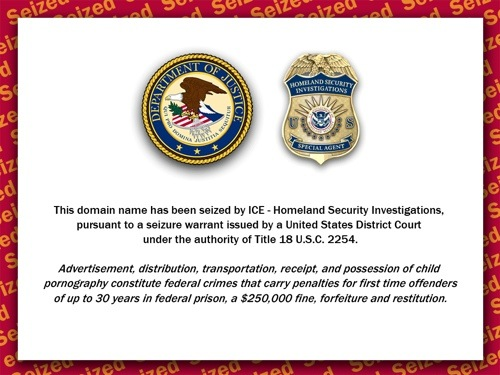
Advertencia en una página clausurada por pornografía infantil durante la operación "Protejamos a nuestros niños" (Protect Our Children)

Se denomina pornografía infantil a toda representación de menores de edad de cualquier sexo en conductas sexualmente explícitas. Puede tratarse de representaciones visuales, descriptivas, como por ejemplo en ficción, o incluso sonoras. Una gran parte de esta pornografía está muy relacionada o contiene abuso sexual infantil.
El acceso a contenidos pornográficos en general ha evolucionado los distintos medios; literatura, fotografía, video, cine, DVD, dibujo, animación y en los últimos años Internet. Internet ha permitido detectar y perseguir a productores y distribuidores de contenidos ilegales que durante décadas habían operado impunemente pero también ha facilitado enormemente el acceso a este tipo de pornografía.
El NCMEC (Centro Nacional para Menores Desaparecidos y Explotados) estima que alrededor del 20% de toda la pornografía en Internet contiene imágenes de niños.
La pornografía infantil es ilegal y está censurada en la mayoría de las jurisdicciones del mundo. 94 de los 187 Estados miembros de Interpol tenían leyes que abordaban específicamente la pornografía infantil en 2008, aunque esto no incluye a las naciones que prohíben toda la pornografía. De esos 94 países, 58 tipificaron como delito la posesión de pornografía infantil independientemente de la intención de distribuir. Tanto la distribución como la posesión son ahora delitos penales en casi todos los países occidentales. Un amplio movimiento está trabajando para globalizar la criminalización de la pornografía infantil, incluidas las principales organizaciones internacionales como las Naciones Unidas. Los productores de pornografía infantil tratan de evitar el enjuiciamiento distribuyendo su material a través de las fronteras nacionales, aunque este problema se está abordando cada vez más con detenciones periódicas de sospechosos de varios países durante los últimos años.

## Definición
Tradicionalmente se consideran como pornografía infantil a aquellas representaciones fotográficas o fílmicas, en formatos digital o analógico, de menores de edad de cualquier sexo en conductas sexualmente explícitas ya sea solos o interactuando con otros menores.
"Pornografía" es un término difícil de delimitar, sin embargo cuando se trata de pornografía infantil, ésta se encuentra expresamente definida en el protocolo facultativo de la Convención sobre los Derechos del Niño de la Organización de las Naciones Unidas en los siguientes términos:

Artículo 2 
A los efectos del presente Protocolo: 
c) Por pornografía infantil se entiende toda representación, por cualquier medio, de un niño dedicado a actividades sexuales explícitas, reales o simuladas, o toda representación de las partes genitales de un niño con fines primordialmente sexuales.

En Japón, algunos cómics para adultos representan a niños de ambos sexos teniendo relaciones con otros niños o lo que se conoce como lolicon (proveniente de "Complejo de Lolita") en el caso de las niñas y shotacon en el caso de los niños.[cita requerida]

## Proliferación y legislación
En 1998 la Interpol estimaba que el 80% de los sitios de Internet con pornografía infantil provenían de Japón.
Desde inicios del siglo XXI la población general ha tenido un mayor acceso a la pornografía debido al crecimiento de Internet. Ayudado por el creciente número de noticias en prensa, radio y televisión sobre escándalos relacionados con el descubrimiento de redes de pornografía infantil y pederastia en internet, se ha producido alarma en ciertos sectores de la población y preocupación respecto a la seguridad y riesgos de los menores de edad cuando navegan por internet. Las leyes varían bastante según el país, pero las imágenes explícitamente sexuales de menores de edad están prohibidas en todo el mundo.[cita requerida]

## Regulación por países

### Argentina
El Código Penal contempla la pornografía infantil y la tipifica en su artículo 128, el cual dispone que:

Será reprimido con prisión de tres (3) a seis (6) años el que produjere, financiare, ofreciere, comerciare, publicare, facilitare, divulgare o distribuyere, por cualquier medio, toda representación de un menor de dieciocho (18) años dedicado a actividades sexuales explícitas o toda representación de sus partes genitales con fines predominantemente sexuales, al igual que el que organizare espectáculos en vivo de representaciones sexuales explícitas en que participaren dichos menores.

Será reprimido con prisión de cuatro (4) meses a un (1) año el que a sabiendas tuviere en su poder representaciones de las descriptas en el párrafo anterior.
Será reprimido con prisión de seis (6) meses a dos (2) años el que tuviere en su poder representaciones de las descriptas en el primer párrafo con fines inequívocos de distribución o comercialización.
Será reprimido con prisión de un (1) mes a tres (3) años el que facilitare el acceso a espectáculos pornográficos o suministrare material pornográfico a menores de catorce (14) años.

Todas las escalas penales previstas en este artículo se elevarán en un tercio en su mínimo y en su máximo cuando la víctima fuere menor de trece (13) años.

Además de su producción y distribución, en líneas generales, se endureció la regulación al punir también la simple tenencia de la misma, mediante la reforma del artículo realizada por la ley 27.436 en marzo de 2018.

### Chile
El Código Penal de la República de Chile, en su Artículo 367 Quáter dice lo siguiente:

El que comercializare, importare, exportare, distribuyere, difundiere o exhibiere material pornográfico o de explotación sexual, cualquiera sea su soporte, en cuya elaboración hayan sido utilizadas personas menores de dieciocho años, será sancionado con la pena de presidio menor en su grado máximo.
    Con la misma pena señalada en el inciso anterior será sancionado el que participare en la producción de dicho material pornográfico o de explotación sexual.
    El que maliciosamente almacenare o adquiriere material pornográfico o de explotación sexual, cualquiera sea su soporte, en cuya elaboración hayan sido utilizadas personas menores de dieciocho años, será castigado con presidio menor en su grado medio.
    Para los efectos de este artículo, se entenderá por material pornográfico o de explotación sexual en cuya elaboración hubieren sido utilizadas personas menores de dieciocho años, toda representación de éstos dedicados a actividades sexuales explícitas, reales o simuladas, o toda representación de sus partes genitales con fines primordialmente sexuales, o toda representación de dichos menores en que se emplee su voz o imagen, con los mismos fines.

### Colombia
El código penal de la República de Colombia, dice lo siguiente en el artículo 218 de la ley 1236 de 2008 :

Articulo 218.  

Pornografía con Menores.  
El que fotografie, filme, venda, compre, exhiba o de cualquier manera comercialice material pornográfico en el que participen menores de edad, incurrirá en prisión de diez (10) a catorce (14) años y multa de ciento treinta y tres (133) a mil quinientos (1.500) salarios minimos legales mensuales vigentes. 
La pena se aumentará de una tercera parte a la mitad cuando el responsable sea integrante de la familia de la víctima. Para efectos de determinar los miembros o integrantes de la familia habrá de aplicarse lo dispuesto por el artículo 35 y siguientes del Código Civil relacionados con el parentesco y los diferentes grados de consanguinidad, afinidad y civil". 
Artículo 13. El artículo 219-A del Código Penal (Ley 599 de 2000) dice lo siguiente:
"Articulo 219-A. 
Utilización o Facilitación de Medios de Comunicación para Ofrecer Servicios Sexuales de Menores. 
El que utilice o facilite el correo tradicional, las redes globales de información, o cualquier otro medio de comunicación para obtener contacto sexual con menores de dieciocho (18) años, o para ofrecer servicios sexuales con éstos, incurrirá en pena de prisión de diez (10) a catorce (14) años, y multa de sesenta y seis (66) a setecientos cincuenta (750) salarios minimos legales mensuales vigentes.

Las penas señaladas en el inciso anterior se aumentarán hasta en la mitad (1/2) cuando las conductas se realicen con menores de catorce (14) años".

### España
En el Código Penal español se establece:

De los delitos de exhibicionismo y provocación sexual, Artículo 185:
- El que ejecutare o hiciere ejecutar a otra persona actos de exhibición obscena ante menores de edad o incapaces, será castigado con la pena de prisión de seis meses a un año o multa de 12 a 24 meses.
- Artículo 189: Será castigado con la pena de prisión de uno a cinco años:
  - a) El que captare o utilizare a menores de edad o a incapaces con fines o en espectáculos exhibicionistas o pornográficos, tanto públicos como privados, o para elaborar cualquier clase de material pornográfico, cualquiera que sea su soporte, o financiare cualquiera de estas actividades o se lucrare con ellas.
  - b) El que produjere, vendiere, distribuyere, exhibiere, ofreciere o facilitare la producción, venta, difusión o exhibición por cualquier medio de material pornográfico en cuya elaboración hayan sido utilizados menores de edad o incapaces, o lo poseyere para estos fines, aunque el material tuviere su origen en el extranjero o fuere desconocido.

- 2. El que para su propio uso posea material pornográfico en cuya elaboración se hubieran utilizado menores de edad o incapaces, será castigado con la pena de tres meses a un año de prisión o con multa de seis meses a dos años.
- 3. Serán castigados con la pena de prisión de cinco a nueve años los que realicen los actos previstos en el apartado 1 de este artículo cuando concurra alguna de las circunstancias siguientes, etc.

### Perú
El Código penal de la República del Perú, menciona lo siguiente en el artículo 183-A de la ley N.º 28251 de 2004:

Artículo 183-A.- Pornografía infantil
El que posee, promueve, fabrica, distribuye, exhibe, ofrece, comercializa o publica,
importa o exporta por cualquier medio incluido la Internet, objetos, libros, escritos,
imágenes visuales o auditivas, o realiza espectáculos en vivo de carácter pornográfico,
en los cuales se utilice a personas de catorce y menos de dieciocho años de edad,
será sancionado con pena privativa de libertad no menor de cuatro ni mayor de seis
años y con ciento veinte a trescientos sesenta y cinco días multa.
Cuando el menor tenga menos de catorce años de edad la pena será no menor de
seis ni mayor de ocho años y con ciento cincuenta a trescientos sesenta y cinco días multa. 
Si la víctima se encuentra en alguna de las condiciones previstas en el último párrafo del artículo 173, o si el agente actúa en calidad de integrante de una organización dedicada a la pornografía infantil la pena privativa de libertad será no menor de ocho ni mayor de doce años. 
De ser el caso, el agente será inhabilitado conforme al artículo 36, incisos 1, 2, 4 y 5.”